# Charetti America-Francisca

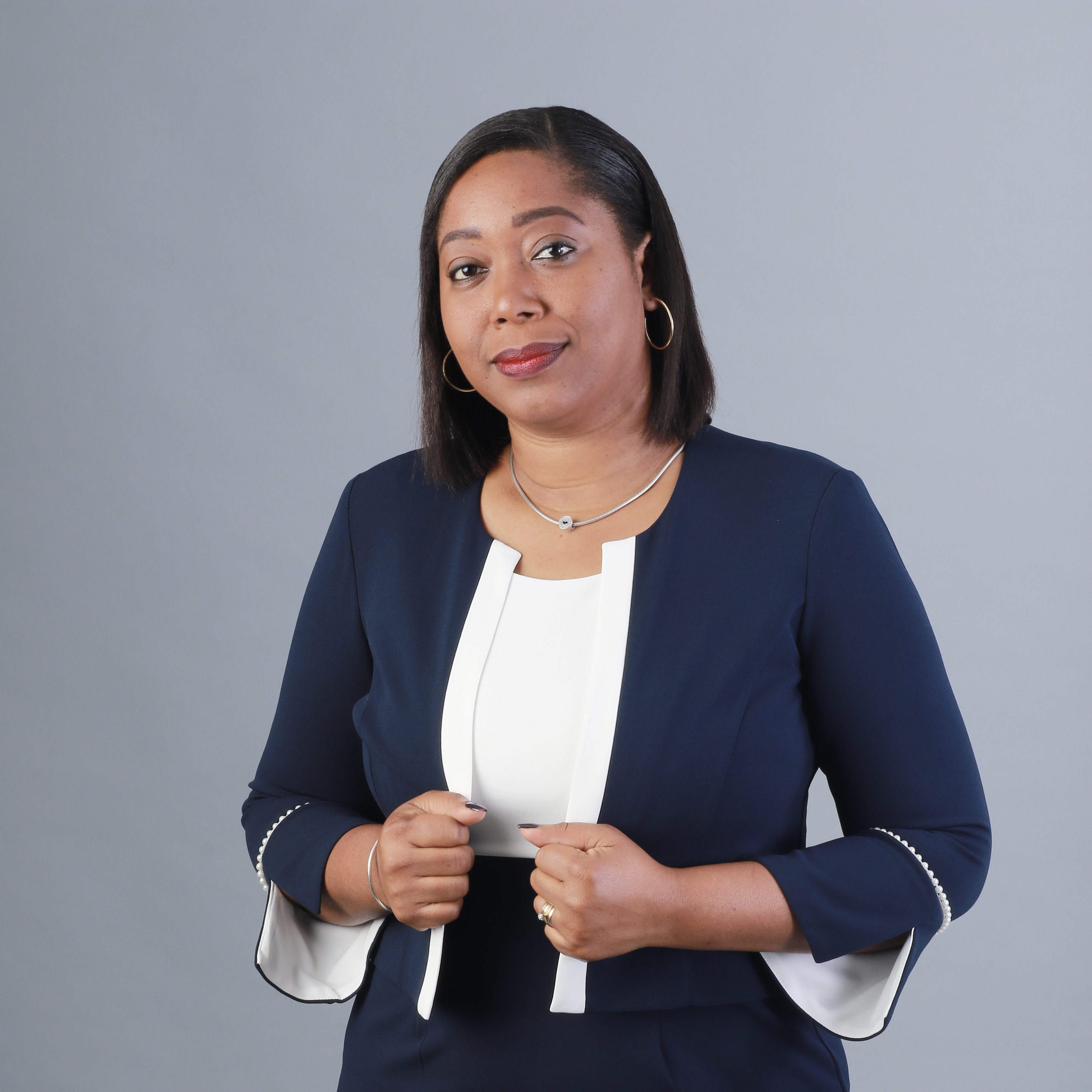
Charetti America-Francisca (2021)

Charetti Maria America-Francisca (geb. 13. April 1981 in Curaçao) ist eine niederländische Politikerin, die dem Movementu Futuro Kòrsou (niederländisch Beweging voor de Toekomst van Curaçao) angehört. Seit dem 11. Mai 2021 ist sie Präsidentin des Parlaments von Curaçao (Parlamento di Kòrsou; niederländisch Staten van Curaçao).

## Biographie
Charetti Francisca kam 1981 in Pretu, einem Armenviertel von Curaçao, zur Welt, wo sie auch aufwuchs. Nach dem Abitur besuchte sie das Maria-Immaculata-Lyzeum und studierte Wirtschaftswissenschaft an der Academie voor Bedrijfsmanagement. Sie arbeitete zunächst im Bankensektor, wechselte aber später ins Familiencoaching. Charetti wurde bei ihrer täglichen Arbeit mit der Not vor allem unter Jugendlichen konfrontiert und gründete ein Waisenhaus, das My Fathers House. Sie ist auch die Gründerin der Curaçao Charity Foundation und Mitbegründerin der Curaçao Youth Care Foundation. Am 30. Juni 2000 heiratete sie Andy America, mit dem sie fünf Kinder hat. Sie organisieren weltweit Konferenzen für Ehepaare und betreuen verschiedene christliche Gemeinschaften.
America-Francisca wurde 2016 bei den Wahlen in das Parlamento di Kòrsou gewählt, bei der Wahl 2017 konnte sie ihr Mandat nicht halten. 2021 wurde sie erneut ins Abgeordnetenhaus und von diesem als Nachfolgerin zur Präsidentin gewählt.